# Гадолієв Курбаншо
Курбаншо Гадолієв (1908, кишлак Хабост, тепер Горний Бадахшан, Таджикистан — 1987, тепер Таджикистан) — радянський діяч, 1-й секретар Горно-Бадахшанського обкому КП(б) Таджикистану. Депутат Верховної Ради СРСР 2—3-го скликань.

## Життєпис
З 1927 року  — вчитель школи Шугнанського району Автономної області Горний Бадахшан.
Член ВКП(б) з 1932 року.
З 1932 до 1933 року працював у радгоспі «Памір» Шугнанського району Автономної області Горний Бадахшан.
У 1933—1934 роках — слухач Ленінградських курсів національних меншин Радянського Сходу.
У 1934—1935 роках — секретар Пархарського районного комітету ЛКСМ Таджикистану.
У 1935—1936 роках — слухач Курсів марксизму-ленінізму при ЦК КП(б) Таджикистану.
У 1936—1941 роках — інструктор Хаїтського районного комітету КП(б) Таджикистану; інструктор Калай-Лабіобського районного комітету КП(б) Таджикистану; 2-й секретар Калай-Лабіобського районного комітету КП(б) Таджикистану Гармської області; 2-й секретар Горно-Бадахшанського обласного комітету КП(б) Таджикистану.
20 березня 1941 — 1943 року — секретар ЦК КП(б) Таджикистану з вугільної та нафтової промисловості.
У 1943—1945 роках — слухач Вищої школи партійних організаторів при ЦК ВКП(б).
У 1945—1948 роках — 1-й секретар Горно-Бадахшанського обласного комітету КП(б) Таджикистану
У 1948—1951 роках — слухач Вищої партійної школи при ЦК ВКП(б) у Москві.
У 1951—1952 роках — секретар Сталінабадського міського комітету КП(б) Таджикистану.
У 1952—1955 роках — міністр місцевої промисловості Таджицької РСР.
У 1955—1956 роках — завідувач Горно-Бадахшанського обласного фінансового відділу.
У 1956—1961 роках — заступник голови виконавчого комітету Горно-Бадахшанської обласної ради депутатів трудящих; голова виконавчого комітету Шугнанської районної ради Горно-Бадахшанської автономної області; голова виконавчого комітету Хорозької міської ради Горно-Бадахшанської автономної області.
У 1961—1964 роках — голова Горно-Бадахшанської обласної планової комісії.
Подальша доля невідома.
Помер 1987 року.

## Нагороди
- орден Леніна
- два ордени Трудового Червоного Прапора
- три ордени «Знак Пошани»